# 735
| 735                |
| ------------------ |
| Dødsfald - Fødsler |
|                    |

| Gregoriansk kalender | 735 DCCXXXV             |
| Ab urbe condita      | 1488                    |
| Armensk kalender     | 184 ԹՎ ՃՁԴ              |
| Kinesiske kalender   | 3431 – 3432 甲戌 – 乙亥 |
| Etiopisk kalender    | 727 – 728               |
| Jødisk kalender      | 4495 – 4496             |
| Hindukalendere       |                         |
| - Vikram Samvat      | 790 – 791               |
| - Shaka Samvat       | 657 – 658               |
| - Kali Yuga          | 3836 – 3837             |
| Iransk kalender      | 113 – 114               |
| Islamisk kalender    | 117 – 118               |

Se også 735 (tal)